# Dance Again
《Dance Again》是韓國女子組合TWICE與日本FamilyMart合作推出的日語數位單曲，由JYP娛樂製作，日本華納音樂發行，於2023年12月12日釋出數位音源。

## 背景與發行
- 2023年12月11日，官方告知將於12日發表作品《Dance Again》[1]。同日，日本FamilyMart釋出由成員們拍攝的廣告，其配樂即"Dance Again[2]"。
- 隔日，釋出數位版音源。同時，YouTube上還發佈了特別視頻，回顧了他們2023年的活動[3]。
- 這首歌是TWICE作為Family Mart聖誕大使的合作歌曲。這是一首流行可愛的歌曲，以與親人一起舉辦的小型聚會為主題，並傳達了“與大家見面的時間是寶貴的、無可替代的”的暖心資訊。

## 曲目
| 曲序     | 曲目        |          | 作曲                                              | 编曲     | 时长 |
| -------- | ----------- | -------- | ------------------------------------------------- | -------- | ---- |
| 1.       | Dance Again | Co-sho   | Alexander Karlsson Alexej Viktorovitch Ellen Berg | JeL      | 3:12 |
| 总时长： | 总时长：    | 总时长： | 总时长：                                          | 总时长： | 3:12 |

## 發行歷史
| 地區 | 日期           | 格式     | 廠牌         |
| ---- | -------------- | -------- | ------------ |
| 日本 | 2023年12月12日 | 數位下載 | 日本華納音樂 |